# 미크로네시아 연방의 국가
미크로네시아의 애국자(Patriots of Micronesia)는 미크로네시아 연방의 국가이다. 독일 민요인 "Ich hab' mich ergeben"을 멜로디로 사용하였고, 국가로 제정된 해는 1991년이다. 이전에는 서문을 사용했다.

## 가사
1절
This here we are pledging,
with heart and with hand,
Full measure of devotion
to thee, our native land. (2번 반복)
2절
Now all join the chorus,
let union abide.
Across all Micronesia
join hands on every side. (2번 반복)
3절
We all work together,
with hearts, voice and hand,
Till we have made these islands
another promised land. (2번 반복)

## 해석
1절
이것은 우리가 이 곳에서 서약하는
마음과 더불어, 손과 더불어
헌신의 분량을 모두 채우는
그대와 우리의 친애하는 땅이라. (2번 반복)
2절
이제 우리 모두 합창하여
우리 연합을 유지하자.
미크로네시아를 넘어
모든 곳에서 손을 잡자. (2번 반복)
3절
우리 모두 같이 일하자,
마음과 더불어, 손과 더불어.
우리가 이 땅을
또 하나의 약속된 땅으로 만들 때까지. (2번 반복)